# Árgire
Para la región de Marte, véase Argyre Planitia.
En la mitología griega y en la mitología romana, Árgire fue una isla mítica de plata localizada en oriente. El nombre de la isla procede del griego antiguo argyros (plata). Plinio el Viejo señala que, al igual que la isla de oro, Crise, estaba fuera de la desembocadura del río Indo. Se ha sugerido que podría identificarse con en el área costera birmana de Rakhine o con la península de Malaca.